# Emílio Sumbelelo
Emílio Sumbelelo (Cubal, 5 de março de 1964) é um prelado angolano da Igreja Católica, bispo de Viana.

## Biografia
Nasceu em 5 de março de 1964 em Cubal, na província de Benguela, sendo batizado em 11 de abril do mesmo ano na Missão da Hanha, pertencente à Diocese de Benguela. Fez os estudos primários em Catumbela entre 1970 e 1975, os estudos liceais de 1976 a 1981 na cidade do Lobito e entre os anos de 1982 e 1984, frequentou o Seminário do Propedêutico em Benguela. De 1984 a 1986 faz filosofia no Seminário Interdiocesano de Cristo Rei no Huambo; de 1986 a 1990 conclui, no mesmo Seminário, o curso de teologia geral. Em 4 de agosto de 1991, foi ordenado padre na Igreja de Nossa Senhora das Graças em Benguela por Dom Oscar Lino Lopes Fernandes Braga, bispo de Benguela.
Em 1 de setembro de 1993 é desligado das suas funções como pároco na Igreja de Nossa Senhora das Graças em Benguela e enviado à Roma para estudar na Faculdade de direito canônico na Pontifícia Universidade Urbaniana onde obteve o grau de Licenciatura. Retorna à Diocese em 15 de outubro de 1995 quando foi nomeado pároco da Paróquia de Santa Cruz do Lobito (cargo que exerceu até o ano de 1999), vigário judicial do Tribunal Eclesiástico da Diocese, diretor da Escola de Catequistas – Evangelistas "São Pedro Canísio" e professor de direito canônico no Seminário Maior de Teologia do Bom Pastor de Benguela. Em 18 de agosto de 2002 é nomeado Assistente Eclesiástico da recém criada Associação de Juristas Católicos em Benguela. Exerceu também as tarefas de Coordenador da Comissão Diocesana de Justiça e Paz e Migrações (de 1995 até 2004) e no biênio 2002 a 2004 ocupou as funções de Coordenador de Evangelização e Catequese. Volta a Roma em 2004, para conquistar o grau de doutorado em direito canônico na Pontifícia Universidade Urbaniana em 2006.
Foi nomeado bispo-coadjutor do Uíge em 1 de dezembro de 2006 pelo Papa Bento XVI, sendo consagrado em 25 de fevereiro de 2007 na Capelinha de Nossa Senhora dos Navegantes de Benguela por Dom Oscar Lino Lopes Fernandes Braga, coadjuvado por Dom Giovanni Angelo Becciu, núncio apostólico em Angola e por Dom José Francisco Moreira dos Santos, O.F.M. Cap., bispo do Uíge. Sucedeu ao governo da Sé em 2 de fevereiro de 2008.
Em 11 de fevereiro de 2019, o Papa Francisco o transferiu para a Diocese de Viana, fazendo sua entrada solene na Sé em 28 de abril do mesmo ano.